# Ella Abraça Jobim
Ella Abraça Jobim (рус. Элла обнимает Жобина) — сорок девятый студийный альбом американской джазовой певицы Эллы Фицджеральд, записанный в 1981 году на студии Pablo Records. Пластинка посвящена творчеству бразильского композитора Антонио Карлоса Жобина, все песни исполнены в стиле босанова.

## Отзывы критиков
| Оценки критиков                            | Оценки критиков |
| Источник                                   | Оценка          |
| ------------------------------------------ | --------------- |
| AllMusic                                   | [ 1 ]           |
| MusicHound Jazz: The Essential Album Guide | [ 2 ]           |

Стюарт Мейсон из AllMusic констатировал: «К сожалению, мягкая босанова Жобина, пропитанная бразильской концепцией саудаде, или приятной меланхолии, не всегда сочетается со свинговым и энергичным стилем вокала Фицджеральд. Она и её небольшая группа исполняют песни в немного слишком быстром темпе, немного торопясь там, где им следовало бы сбавить темп. У Фицджеральд очень хороший голос по сравнению с некоторыми другими записями её более поздних лет, хотя, к сожалению, она явно не на пике своей формы».
Рецензент журнала Billboard написал: «Достаточно примечательно, что Фицджеральд записывает пластинки уже 45 лет, и ещё более удивительно, что она по-прежнему поёт так же великолепно и в 1981 году. Эта программа из 18 бразильских мелодий Жобина является одним из лучших вокальных альбомов года, две пластинки демонстрируют завидную музыкальность Эллы во всей красе. Её группа безупречна: все внесли достойный похвалы инструментальный вклад. Лучшие фрагменты: „Wave“, „Favela“, „Dindi“ и „How Insensitive“».

## Список композиций
Вся музыка написана Антонио Карлосом Жобином.
| №                   | Название                                               | Текст песни                       | Длительность |
| ------------------- | ------------------------------------------------------ | --------------------------------- | ------------ |
| 1.                  | «Somewhere in the Hills»                               | Винисиус ди Морайс, Рэй Гилберт   | 3:56         |
| 2.                  | «The Girl from Ipanema»                                | Винисиус ди Морайс, Норман Гимбел | 3:50         |
| 3.                  | «Dindi»                                                | Рэй Гилберт, Алоизио Оливейра     | 6:37         |
| 4.                  | «Desafinado»                                           | Джон Хендрикс, Ньютон Мендонка    | 3:41         |
| 5.                  | «Water to Drink»                                       | Винисиус ди Морайс, Норман Гимбел | 2:44         |
| 6.                  | «Dreamer (Vivo Sonhando)»                              | Джин Лис                          | 4:55         |
| 7.                  | «Corcovado»                                            | Джин Лис                          | 5:40         |
| 8.                  | «Bonita»                                               | Джин Лис, Рэй Гилберт             | 2:50         |
| 9.                  | «One Note Samba»                                       | Джон Хендрикс, Ньютон Мендонка    | 3:51         |
| 10.                 | «Don’t Ever Go Away (Por Causa de Voce)»               | Долорес Дуран, Рэй Гилберт        | 2:52         |
| 11.                 | «Triste»                                               | Антонио Карлос Жобим              | 4:07         |
| 12.                 | «How Insensitive»                                      | Винисиус ди Морайс, Норман Гимбел | 3:00         |
| 13.                 | «He’s a Carioca (Ele É Carioca)»                       | Винисиус ди Морайс, Рэй Гилберт   | 5:14         |
| 14.                 | «This Love That I’ve Found (Só Tinha de Ser Com Você)» | Алоизио Оливейра                  | 5:17         |
| 15.                 | «A Felicidade»                                         | Винисиус ди Морайс                | 2:19         |
| 16.                 | «Wave»                                                 | Антонио Карлос Жобим              | 5:22         |
| 17.                 | «Song of the Jet (Samba Do Avião)»                     | Джин Лис                          | 3:40         |
| 18.                 | «Photograph»                                           | Рэй Гилберт                       | 3:49         |
| 19.                 | «Useless Landscape (Inútil Paisagem)»                  | Алоизио Оливейра, Рэй Гилберт     | 7:59         |
| Общая длительность: | Общая длительность:                                    | Общая длительность:               | 81:43        |

## Избранные участники записи
- Элла Фицджеральд — вокал.
- Кларк Терри — труба.
- Зут Симс — саксофон.
- Тутс Тилеманс — губная гармоника.
- Генри Троттер — фортепиано.
- Джо Пасс, Оскар Кастро-Невес, Пол Джексон-младший, Абрахам Лабориэль — гитара.
- Алекс Акуна — барабаны.
- Паулиньо да Коста — перкуссия.